# Crystal Palace Circuit
Der Crystal Palace Circuit ist eine ehemalige Motorsport-Rennstrecke in Londons Stadtteil Crystal Palace. Sie befand sich auf dem Gelände des Crystal Palace National Sports Centre.

## Geschichte

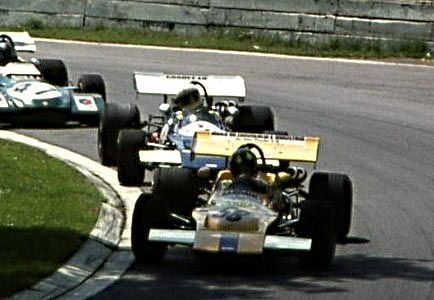
Formel 2-Rennen auf dem Crystal Palace Circuit 1971

Die Rennstrecke wurde am 21. Mai 1927 mit einem Motorradrennen eröffnet. Die deutlich vom späteren Kurs abweichende Streckenführung orientierte sich an bereits vorhandenen Wegen im Park. Bis zum Umbau 1937 betrug die Streckenlänge 1,6 km. Während der Arbeiten wurde sie auf 3 km verlängert. Im selben Jahr fand hier das International-Imperial-Trophy-Rennen statt. Dieses wurde von der BBC aufgenommen und gesendet. Dieses Rennen gilt somit als Motorsport-Fernsehübertragung.
Während des Zweiten Weltkrieges wurde die Rennstrecke vom britischen Verteidigungsministerium übernommen. Erst ab 1953 wurden hier wieder Rundstreckenrennen ausgetragen. Weil die Infield-Sektion als zu eng für schnelle Rennen erachtet wurde, wurde der Kurs seitdem auf 2,2 km verkürzt. 1960 wurde mit dem Bau des Stadions die Start-Ziellinie auf die gegenüberliegende Terrace-Straight verlegt.
Das letzte offizielle Rennen fand 1972 statt. Seit 1997 wurden Teile der Strecke für historische Meetings einmal jährlich wiederbelebt. Diese wurden bis 2019 ausgetragen. Die weltweite COVID-19-Pandemie brachte die Veranstaltungen zu einem zwischenzeitlichen Ende.
Im September 2007 wurde im Rahmen des Radrennen Tour of Britain auf dem Crystal Palace Circuit der Prolog ausgetragen.